# Anne Dudek
Anne Louise Dudek (Boston, 22 maart 1975) is een Amerikaanse actrice. Ze speelt met name in televisieseries.
Een van Dudeks omvangrijkste rollen op televisie was die in de serie House M.D. ofwel House. Daarin speelde ze Amber Volakis, een van de veertig stagiaires waaruit hoofdpersonage 'Gregory House' (Hugh Laurie) in het vierde seizoen een nieuw team probeert samen te stellen en later de vriendin van oncoloog 'James Wilson' (Robert Sean Leonard). Voor ze op televisie debuteerde in een aflevering van ER, speelde ze in theaters in Chicago en New York. Andere omvangrijke rollen van Dudek zijn onder meer die als 'Danielle Brooks' in Covert Affairs, die als 'Lura Grant' in Big Love en die als 'Francine Hanson' in Mad Men. Voor laatstgenoemde werd ze in 2008 samen met de rest van de toenmalige cast genomineerd voor een Screen Actors Guild Award.
Dudeks familie is van Poolse afkomst. Ze trouwde in 2008 met schilder Matthew Heller, met wie ze in 2008 een zoontje kreeg en in 2012 een dochter. Hun huwelijk strandde in 2016.

## Filmografie
*Exclusief televisiefilms
- House by the Lake (2017)
- Her Last Will (2016)
- MiddleMan (2016)
- The Good Neighbor (2016)
- The Door (2013)
- And Then It Breaks (2006)
- 10 Items or Less (2006)
- Park (2006)
- A Coat of Snow (2005)
- White Chicks (2004)
- The Human Stain (2003)

## Televisieseries
*Exclusief eenmalige (gast)rollen
- The InBetween - Hannah Foreman (2019, twee afleveringen)
- Corporate - Kate (2018-...)
- Bosch - Pamela Duncan (2018, vier afleveringen)
- You're the Worst - Whitney (2017, drie afleveringen)
- The Flash - Tracy Brand (2017, vier afleveringen)
- The Magicians - Pearl Sunderland (2016-2017, vijf afleveringen)
- Those Who Kill  - Benedicte Schaeffer (2014. negen afleveringen)
- Mad Men - Francine Hanson (2007-2014, zestien afleveringen)
- Covert Affairs - Danielle Brooks (2010-2011, 32 afleveringen)
- House M.D. - Amber Volakis (2007-2012, negentien afleveringen)
- Big Love - Lura Grant (2007-2011, achttien afleveringen)
- How I Met Your Mother - Natalie (2005-2010, twee afleveringen)
- Big Day - Brittany (2006-2007, drie afleveringen)
- Bones - Tessa Jankow (2005, twee afleveringen)
- Invasion - Katie Paxton (2005, twee afleveringen)
- Less Than Perfect - Annie (2004, twee afleveringen)
- Friends - Precious (2003, een aflevering)
- The Book Group - Clare Pettengill (2002-2003, twaalf afleveringen)

- Library of Congress Control Number: no2018046857
- Virtual International Authority File: 393152381744401950007
- WorldCat: E39PBJx4rgkC4j9bRftpwchyh3